# Сочеванов Микола Іванович
Мико́ла Іва́нович Сочева́нов (*1879, хутір Сочеванов поблизу Мар'янівки Бобринецького району —†1977, Київ) — українського актор театру та кіно, бандурист. Народний артист Української РСР.

## Біографічні відомості
Народний артист України, син сестри М. Л. Кропивницького Ганни. Після закінчення повітового училища в Бобринці грав у трупі М. Л. Кропивницького. Згодом керував художньою самодіяльністю в Бобринці. Після 1917 р. створив тут же перший на Єлисаветградщині радянський театр, організував сільські драматичні гуртки. Працював у єлисаветградських, харківських, донецьких, сумських, ростовських, одеських, київських театрах.
Бандурист. Зіграв ролі бандуриста у фільмах «Іван Франко» та «Дорогою ціною» (Дід Михайло).
За іншими даними народився на хуторі Андріївка (Райок) поблизу Бобринця.
Спогади М. І. Сочеванова про М. Л. Кропивницького, про місця в Бобринці та сусідніх селах і хуторах, пов'язаних з його життям і творчістю, стали загальновідомими завдяки досліднику історії становлення українського національного театру Миколі Смоленчуку, з яким М. І. Сочеванов познайомився в 1947 році.